# Gabriel Sigua
Gabriel Sigua (Rustavi, 30 de junio de 2005) es un futbolista georgiano que juega en la demarcación de centrocampista para el F. C. Lausanne-Sport de la Superliga de Suiza.

## Selección nacional
Tras jugar en las categorías inferiores de la selección, finalmente hizo su debut con la selección de fútbol de Georgia en un partido amistoso contra Mongolia que finalizó con un resultado de 6-1 tras el gol de Baljinnyam Batbold para Mongolia, y de Davit Volkovi, Saba Lobjanidze, Giorgi Beridze, Budu Zivzivadze y un doblete de Giorgi Chakvetadze para Georgia.

### Participaciones en Eurocopas
| Copa          | Sede     | Resultado        | Partidos | Goles |
| ------------- | -------- | ---------------- | -------- | ----- |
| Eurocopa 2024 | Alemania | Octavos de final | 0        | 0     |

## Clubes
| Club                          | País    | Año       | Partidos | Goles |
| ----------------------------- | ------- | --------- | -------- | ----- |
| SK Dinamo Tiflis              | Georgia | 2022-2023 | 31       | 5     |
| F. C. Basilea                 | Suiza   | 2023-2025 | 36       | 4     |
| F. C. Lausanne-Sport (cedido) | Suiza   | 2025-     |          |       |

## Palmarés

### Títulos nacionales
| Título               | Club             | País    | Año  |
| -------------------- | ---------------- | ------- | ---- |
| Erovnuli Liga        | SK Dinamo Tiflis | Georgia | 2022 |
| Supercopa de Georgia | SK Dinamo Tiflis | Georgia | 2023 |
| Superliga de Suiza   | F. C. Basilea    | Suiza   | 2025 |
| Copa de Suiza        | F. C. Basilea    | Suiza   | 2025 |